# نیشتتال
نیشتتال (به آلمانی: Niestetal) یک شهر در آلمان است که در کسل واقع شده‌است. نیشتتال  ۱۰٬۵۶۸ نفر جمعیت دارد.

## خواهرخوانده
شهر شارکاد خواهرخواندهٔ نیشتتال هست.